# Metzneria agraphella
Metzneria agraphella é uma espécie de insetos lepidópteros, mais especificamente de traças, pertencente à família Gelechiidae.
A autoridade científica da espécie é Émile Louis Ragonot, tendo sido descrita no ano de 1895.
Trata-se de uma espécie presente no território português.